# Donori
Donori (sardinsky: Donòri) je italská obec (comune) v provincii Sud Sardegna v regionu Sardinie. Nachází se ve výšce 141 metrů nad mořem a má přibližně 2 000 obyvatel. Rozloha obce je 35,31 km².